# Déchet industriel dangereux
 (mars 2015).
Un déchet industriel spécial (ou DIS) est une ancienne désignation européenne pour les déchets industriels dangereux (DID), abrogée en 2010. Ils correspondent à une catégorie de déchets (chimiques, biologiques, radioactifs), d’origine industrielle et susceptible de présenter un danger pour l'homme et/ou l'environnement. 
Les déchets toxiques en quantités dispersées et les déchets spéciaux hospitaliers ou vétérinaires, des laboratoires ou les agriculteurs (emballages et restes de pesticides) en font partie.

## Origines
Ce sont des déchets liés à des activités industrielles lourdes, mais aussi au fonctionnement quotidien des installations, y compris hors industrie (piles, tubes fluorescents, batteries, huiles de vidange, solvants, vernis, restes de peintures…), déchets de chantiers. Quand ils ne sont pas inertes, ils font souvent l’objet d’une réglementation spécifique (amiante, produits radioactifs, explosifs, produits inflammables, etc.).

## Catégories
On distingues trois grandes catégories de déchets industriels spéciaux :
Déchet organiquesolvants, hydrocarbures, boues d’épuration ou boues de curage de lagunes, d'égouts industriels, déchets hospitaliers et vétérinaires, etc.
Déchet minéral solidecendres Refioms et mâchefers d'incinération, laitiers, poussières, amiante...
Déchet minéral liquide et semi-liquidesbains de traitement de surface, acides...
Ces catégories sont précisées par le décret no 97-517 du 15 mai 1997. 
Des déchets (exemple : emballages) habituellement recyclés ou éliminés par la filière des déchets banals, s’ils ont été souillés par des « déchets spéciaux » sont alors à traiter comme tels et par les mêmes filières.

## Traitement
Les traitements autorisés sont rappelées par le Code de l'environnement et la Loi du 13 juillet 1992 qui confient la responsabilité de l'élimination des déchets à leur producteur, et s'appuie en théorie sur le principe du “pollueur - payeur” (modéré par des dispositifs d'aides et de subventions notamment portés par l'Ademe et les conseils régionaux).
La loi encourage le recyclage des déchets qui peuvent l'être, la loi du 13 juillet 1992 précisant que seuls le déchet ultime devrait être enfoui (en décharge de classe I). La loi prévoyait l'interdiction des décharges autres que de déchets ultime en juillet 2002, mais le monde industriel et les artisans n'ont pas atteint leurs objectifs de recyclage et valorisation ; les décharges de classe I reçoivent encore en 2007 de nombreux déchets qui auraient pu être recyclés ou valorisés.

Il n'existe pas encore de réglementation claire concernant des produits à risques nouveaux (nanoparticules, OGM)

## Valorisation
Dans certaines conditions (respect du Plan régional d'élimination des déchets industriels et spéciaux PREDIS), face au manque de décharge de classe I, et pour économiser des matériaux, la valorisation de certains D.I.S. est permise et – pour certains types de déchets – encouragée. 
On parle alors de : 
valorisation matièreelle peut se faire en interne, dans l'entreprise, après traitement (inertage le cas échéant) et dans le respect de la loi. Une réutilisation comme matière première est parfois possible (ex : valorisation agricole pour certaines boues). L’inertage dans des matériaux de construction brique, pavés autoblocants est également testé.
Valorisation énergétiqueIl s’agit généralement de l’incinération en installations autorisées, dans des conditions précisées par des arrêtés préfectoraux.
La méthanisation est parfois possible avec les déchets de matières organiques.

## Élimination
Certains DIS (Déchets Médicaux Spéciaux, déchets pulvérulents ou liquides) doivent être éventuellement inertés ou stabilisés et conditionnés d'une manière adaptée, avant d'être dirigés vers les filières de valorisation, neutralisation et élimination dans des centres de traitement autorisés, en fonction de leur nature.

## Transport
Il est soumis à la traçabilité et à la réglementation sur le transport de matières dangereuses, sous la responsabilité du producteur lui-même ou d’une entreprise autorisée. Le transport par leur émetteur de certains déchets est soumis à déclaration (bordereau de suivi des déchets industriels ou BSDI). Une entreprise qui voudrait traiter elle-même ses DIS est soumise à l’arrêté ADR (réglementation du transport des marchandises par route) ; elle doit demander une autorisation préfectorale pour certaines activités considérées comme dangereuses (ex : stockage de DIS ultimes et stabilisés, incinération, tri, etc.).

## Législation

### En France
« Quelle que soit son origine et la quantité produite, un déchet est dangereux s’il présente une ou plusieurs des propriétés listées dans l’annexe II de l’article R541-8 du Code de l’environnement. La gestion des déchets dangereux est encadrée par des exigences réglementaires spécifiques ».
En France, la loi du 15 juillet 1975 interdit à toute entreprise d'abandonner, brûler, enfouir ou rejeter les déchets industriels spéciaux (DIS) qu’elle produit. Les DIS doivent être traités via une filière différente de celle du traitement des déchets ménagers et assimilés.
Un rapport (« Accidentologie relative aux déchets industriels dangereux »,  août 2007), basé sur une étude bibliographique, a recensé et repéré les causes de 138 principaux accidents survenus entre 1985 et 2005, liés à des déchets industriels dangereux (DID) liquides ou solides et répertoriés dans la base de données ARIA (Analyse, recherche et information sur les accidents) du Bureau d'Analyse des Risques et Pollutions Industrielles (BARPI). Il souligne notamment, un accroissement de la fréquence des accidents liés à des DID sur cette période ; et cette accidentologie a les caractéristiques suivantes : dans les deux-tiers des cas, il s'agit d'incendies et/ou explosions liés à des réactions chimiques violentes, surtout dues à des déchets liquides et contenant des produits chimiques ou inflammables. Une réactions exothermique ou explosive entre déchets incompatibles est en cause dans environ 30 % des cas. Concernant le moment de la survenue de l'accident : une fois sur deux, il survient durant la phase de stockage provisoire des déchets (trois à quatre fois plus souvent que durant l'élimination finale en décharge de classe 1 où les accidents sont plutôt rares, et alors généralement liés à la présence de déchets qui n’auraient pas dû y être acceptés). Les opérations de broyage et de transfert des déchets sont à risque. L'accident survient trois fois plus souvent dans une installation en fonctionnement qu'en arrêt. La cause la plus fréquente est un défaut de maîtrise du procédé, suivie d'erreurs organisationnelles puis de défaillances matérielles. Dans 50% des cas, il y a des dégâts matériels, parfois importants, avec blessures dans 22 % des cas et la nécessité de mise en œuvre de moyens de protection de l’environnement et/ou de la population sont mises en œuvre dans 15 % des cas. Les déchets industriels dangereux sont un facteur déclenchant dans 60 % des cas. Le traitement physico-chimique et de régénération des solvants et d'huiles est particulièrement à risque, les accidents étant souvent liés à des défaillances matérielles, avec alors de fréquentes dispersions accidentelles de polluants.
L'Ineris a produit en 2009 un rapport, à « vocation pédagogique » sur la « Caractérisation des déchets industriels dangereux » au regard de la réglementation en vigueur et contenant des recommandations et bonnes pratiques pour la gestion des DID (signalés par un astérisque 
dans la nomenclature des déchets ; autrefois dits « Déchets industriels spéciaux » (DIS) en raison d'une ou plusieurs propriétés dangereuses et nécessitent un traitement particulier). Certains sont aussi des « déchets dangereux diffus » (DDD), aussi dénommés déchets dangereux (ou toxiques) « en quantités dispersés » (DDQD ou DTQD), c'est-à-dire « Produits en petites quantités par les ménages ou les industries, ils sont collectés et regroupés avant d'être traités dans des filières spécifiques ou avec les DID selon leur nature ».
Les accidents sont souvent liés à une insuffisante prise en compte de la particularités de certains déchets dangereux : auto-échauffement, auto-inflammation et explosion lors du stockage. teneur en produits dangereux de certains produits phytosanitaires, engrais et produits pour piscines parfois trouvés dans les ordures ménagères, qui peuvent provoquer des incendies et explosions en se mélangeant à des combustibles. Piles et accumulateurs usagés susceptibles d'exploser en cas de court-circuit ou de feu, avec émissions de gaz et particules toxiques. Les contenants d'aérosols inflamables peuvent provoquer des feux de flaques, des explosions ou des BLEVE (Boiling Liquid Expanding Vapor Explosions). Divers produits chimiques sont instables ou génèrent des réactions violentes possibles entre eux, source d'explosions, feux ou émissions de produits toxiques, notamment lors des transferts, du broyage ou du rinçage des contenants.